# 珍宝岛乡
珍宝岛乡，是中华人民共和国黑龙江省鸡西市虎林市下辖的一个乡镇级行政单位。

## 行政区划
珍宝岛乡下辖以下地区：
永乐村、永和村、小木河村、宝丰村、独木河村和新跃村。